# Nikołajewka (rejon irbiejski)
Nikołajewka (ros. Николаевка) – wieś (sieło) w Rosji, w Kraju Krasnojarskim, w rejonie irbiejskim. W 2010 liczyła 271 mieszkańców.